# Матвєєв Олександр Терентійович
Матвєєв Олександр Терентійович (13 (25) серпня 1878, Саратов — 22 жовтня 1960, Москва) — російський, радянський скульптор, мистецтвознавець; майстер і педагог, що зробив своєю творчістю помітний вплив на розвиток сучасного пластичного мистецтва. Один з організаторів, ідейних натхненників і активних учасників багатьох творчих об'єднань першої третини XX століття. Професор: ЦУТР в Петрограді (1917), Академія Мистецтв (1918—1948; директор 1932—1934). Доктор мистецтвознавства (1939). Заслужений діяч мистецтв РРФСР (1931).
Дід художника — ветеран Великої Вітчизняної війни 1812.

## Життєпис
За сімейними переказами «засновником незнатного роду селян Матвєєвих» був дід художника — ветеран Вітчизняної війни 1812 року, що пройшов від Москви до Парижа, «людина неабиякої життєвої стійкості», про що дозволяє судити наступне: після того як він влаштувався в Саратові, доля розпорядилася так, що вже вісімдесятирічним йому довелося пішки пройти шлях звідти до Криму, щоб побачитися з сином, учасником оборони Севастополя, — і назад.
В кінці XIX століття Саратов був з усіх боків оточений лісами, які своїми дібровами і ховалися в них садибами і садами зливалися з міськими скверами. Один з таких куточків став улюбленим місцем ігор майбутнього скульптора — покинута «Архієрейська дача», з її райдужними від часу плямами на склі вікон, курним запустінням всередині і голубами на фронтоні класичного фасаду"; А. Матвєєв згадував, що сильне враження на його юнацьке уяву справила стояла перед старим будовою статуя Мойсея-Законодавця, "заквітчана в сині та червоні тони, вирубана з цілісного кряжа дерев'яна фігура з великими строгими очима, білими скрижалями заповіту і чорними римськими цифрами десяти заповідей на них ".
- 1896—1899 — після закінчення Міського училища служив писарем і рахівником у міській управі Саратова, одночасно — навчався в Боголюбовському рисувальному училищі. Відвідував заняття також в аматорській студії при Саратовському товаристві любителів витончених мистецтв, де почалася його дружба з П. В. Кузнєцовим, К. С. Петровим-Водкіним, О. Є. Карєвим, О. І. Савіновим та П. С. Уткіним.
- 1899—1901 — слухач Московського училища живопису, скульптури і архітектури (МУЖВЗ), керівники — С. І. Іванов і П. П. Трубецькой
- 1901 — скульптура А. Матвєєва експонується на XXIV виставці учнів МУЖВЗ (крім названої медалі — нагороджений грошовою премією С. М. Третьякова). На III витавці картин журналу «Світ мистецтва» представлені скульптурна кераміка О. Матвєєва (без згадки авторства).
- 1901—1905 — працює майстром-ліпником на гончарному заводі Сави Мамонтова «Абрамцево». Тут скульптором створені портрети П. П. Трубецого, Ф. І. Шаляпіна, актриси Т. С. Любатович, С. І. Мамонтова та інших. Майстернею керував М. О. Врубель. Великий вплив на творчу долю О. Матвєєва мав художник кераміст, майстер і знавець технології П. К. Ваулін.
- 1902—1903 — в Санкт-Петербурзі зайнятий в оформленні залів експозиції художнього підприємства «Сучасне мистецтво» (Велика Морська, 33); в цій роботі брали участь А. М. Бенуа, І. Е. Грабар, О. Я. Головін, К. О. Коровін, Є. Є. Лансере, А. Л. Обер, С. П. Ярёмич.
- 1903 — бере участь у виставці «Світу мистецтва» в Санкт-Петербурзі.
- 1905 — працює на заводі купця і гончара П. К. Вауліна в Опішні (під Полтавою; учасник XII виставки Московського товариства художників (МХТ).
- 1906—1907 — за сприяння В. Д. Полєнова Матвєєв їде «для вдосконалення майстерності та знайомства з пам'ятками світового мистецтва» в Париж
- 1908—1912 — працює над скульптурним оздобленням паркового ансамблю в маєтку Я. Є. Жуковського Кучук-Кой (нині — Парковий); подовгу живе в Криму
- 1913 — тривала поїздка по Італії: Рим, Неаполь, Флоренція; працює над етюдами оголеної натури. Виставки «Світу мистецтва» в Москві і Санкт-Петербурзі. У «Аполлоні» (№ 8) надрукована стаття А. Я. Левінсона про Матвєєва зі списком робіт.

## Після 1917-го
- 1917 — Професор Центрального училища технічного малювання в Петрограді. Включений до Комісії з охорони палаців (за пропозицією наркома освіти А. В. Луначарського — разом з А. Е. Каревим, С. В. Чехонін і Н. І. Альтманом); обраний від скульпторів уповноваженим у Тимчасовий комітет для створення Союзу діячів мистецтв. Працює над портретом В. К. Станюковича.
- 1918 — обраний професором скульптурного факультету Державних вільних художньо-навчальних майстернях (колишня Академія мистецтв); обраний до Ради Центрального училища технічного малювання. Складається в Художньої колегії при відділі образотворчих мистецтв Наркомосу, бере участь в здійсненні Плану монументальної пропаганди — створив пам'ятник Карлу Марксу, який був урочисто відкритий перед будівлею Смольного в першу річницю жовтневої революції. Бере участь у виставці «Світу мистецтва» в Петрограді.
- 1919 — бере активну участь в роботі Об'єднаної комісії з придбання творів сучасних художників Державного музейного фонду при відділі ІЗО Наркомпросу; працює над барельєфним портретом Фрідріха Енгельса; портрет К. Маркса експонується на виставці художньої порцеляни в Петрограді.
- 1922 — почав велику роботу по зміцненню радянської художньої школи; склав записки «Про організацію скульптурного факультету Академії художеств». Твори А. Матвєєва представлені на виставці товариства «Світ мистецтва» в Петрограді і на першій художній виставці в Берліні.
- 1923 — багато працює над відомої серією оголеної жіночої моделі, твори ці, виконані в порцеляні, великими тиражами випускалися в 1920-і — 1930-і роки на Ломоносовському фарфоровому заводі, отримали велике поширення і користувалися популярністю.м

- 1924 — бере участь в конкурсі на право створення пам'ятника В. І. Леніну па площі перед Фінляндським вокзалом; скульптура А. Матвєєва експонується на виставці «Світу мистецтв» в Петрограді, на XIV Міжнародній виставці мистецтв у Венеції, де художник був нагороджений почесним дипломом, і на виставці російського мистецтва в Нью-Йорку.
- 1925 — член-засновник московського суспільства художників «4 мистецтва»; твори А. Матвєєва експонуються на виставці цього об'єднання і на виставці «Майстри блакитної троянди» в Москві, — на Міжнародній виставці художньо-декоративних мистецтв у Парижі. На паризькій виставці порцелянові фігурки А. Т. Матвєєва «Флора», «Купальниця», «Дівчина, що тримає чашечку» і «надягати туфлі» — нагороджені золотою медаллю.
- 1926 — вступив до новоствореного «Суспільство російських скульпторів» (ОРС, 2 січня затверджено статут). працює над образом В. І. Леніна (фігура). Твори А. Т. Матвєєва представлені на Всесоюзній виставці радянського порцеляни і на виставці товариства «4 мистецтва» в Москві. Удостоєний медалі Міжнародної виставки декоративного мистецтва в Парижі.
- 1927 — виконав скульптурну групу жовтня (на замовлення Раднаркому) — демонструвалася на Виставці художніх творів, присвяченої 10-річчю Жовтневої революції (Російський музей, Санкт-Петербург; гіпс — 1927, бронзовий відлив — 1958; в 1967 році група встановлена біля концертного залу " Жовтневий "). Бере участь в ленінградської виставці російського порцеляни.
- 1928 — нагороджений другою премією Раднаркому за скульптурну групу «Жовтень»; в Коктебелі створив скульптурний портрет М. А. Волошина. Роботи А. Т. Матвєєва експонуються на виставках товариства «4 мистецтва» і на звітній виставці (1927—1929) Державної комісії з придбання творів образотворчого мистецтва в Ленінграді.
- 1929 — твори скульптора експонуються на виставці товариства «4 мистецтва» в Москві.
- 1930 — бере участь в конкурсі пам'ятника Т. Г. Шевченка для Харкова; бере участь у Першій загальноміський виставці образотворчих мистецтв в Ленінграді і в виставці Державної комісії з придбання творів образотворчого мистецтва (1928—1929) в Москві.
- 1931 — присвоєно звання Заслуженого діяча мистецтв РРФСР (в зв'язку з 25-річчям художньої діяльності); бере участь в конкурсі проектів пам'ятника полеглим бійцям Особливою Червонопрапорної Далекосхідної армії в Даурии (ОКДВА).
- 1932 — виконав портретний бюст і фігуру В. І. Леніна; взяв участь в конкурсі проектів скульптурного завершення маяка-пам'ятника В. І. Леніну в Ленінградському морському торговому порту (робота проектом тривала до 1934 року). Роботи А. Т. Матвєєва були представлені в експозиції «Художники РРФСР за 15 років» в Ленінграді. Вступив до Спілки радянських художників — обраний головою скульптурної секції Ленінградського Спілки художників СРСР; призначений директором Ленінградського інституту живопису, скульптури та архітектури (виконував обов'язки директора до 1934 року), одночасно — завідувач кафедри скульптури.
- 1932—1934 — учасник виставки «Художники РРФСР за 15 років» в Москві; веде велику організаторську роботу в Академії мистецтв і педагогічну — як завідувач кафедри скульптури.
- 1932—1934 — працює над автопортретом.
- 1937 — бере участь у виставках: «Мистецтво і техніка в сучасному житті» в Парижі, «Російський художній фарфор» і «Твори ленінградських художників до 20-річчя революції» в Ленінграді, — в виставках творів ленінградських художників в Алма-Аті і Сталінабаді (нині Душанбе); працює над жіночою фігурою («Каріатідда»).
- 1938 — почав працювати над образом А. С. Пушкіна; представив на конкурс проекти пам'ятників Максиму Горькому в Москві та місті Горькому.
- 1939 — бере участь в конкурсі проектів пам'ятника А. С. Пушкіну в Ленінграді — виставка відбулася в Ленінграді і Москві. Присвоєно вчене звання доктора мистецтвознавства і професора по кафедрі скульптури. Депутат Ленінградської міської Ради від 41 округу Василеостровского району (1939—1946).
- 1939—1940 — закінчив роботу над автопортретом; скульптура А. Т. Матвєєва експонується на виставці Московського Союзу художників.
- 1940 — вступив в ВКП (б).
- 1941 — з професорами і студентами Академії мистецтв евакуюється в Москву, а потім в Самарканд; до від'їзду в Середню Азію взяв участь у виставці кращих творів радянських художників.
- 1942 — в Самарканді працює над проектом пам'ятника Алішеру Навої.
- 1942—1944 — викладає студентам скульптурних відділень московського і ленінградського інститутів.
- 1944 — живе в Загорську, де до переїзду до Ленінграда розміщувався по шляху з Самарканда інститут; А. Т. Матвєєв не поїхав до Ленінграда, а залишився в Москві, поєднуючи викладання в московському і ленінградському інститутах. У зв'язку з 25-річчям педагогічної діяльності нагороджений орденом Трудового Червоного Прапора. Бере участь в конкурсі на право створення пам'ятника М. Н. Єрмолової.
- 1945 — бере участь в конкурсі проектів пам'ятника А. П. Чехову — створив портрет письменника і модель монумента.
- 1946 — нагороджений медаллю «За доблесну працю у Великій Вітчизняній війні». Бере участь в розробці проектів пам'ятника М. Ю. Лермонтова — виліпив портрет і створив два варіанти макета пам'ятника. Бере участь у Всесоюзній виставці в Москві.
- 1948 — підданий жорсткій і несправедливій критиці з боку лідерів «соцкультпропа», як не відповідає в своїх педагогічних методах «вихованню художників суспільства, що будує соціалізм»; в числі опинилися під ударом були П. В. Кузнєцов, В. А. Фаворський і багато інших представників мистецького середовища [28]. Ініціатори черговий репресивної ідеологічної компанії, в даному випадку — в першу чергу Е. В. Вучетич і З. І. Азгур, звільняли радянську культуру від «чужих елементів», а по суті — ізолювали найбільш сильних конкурентів разом з їх школою від великих і добре оплачуваних замовлень — той, хто розв'язав цю травлю, добре знав, що наближається пора великих пам'ятників і розділ вигідних проектів; скульптор змушений був залишити викладацьку діяльність.
- 1948—1960 — продовжував роботу над образами А. С. Пушкіна і В. І. Леніна; ці теми скульптор розвивав до останнього року життя.
- 1955—1956 — роботи А. Т. Матвєєва експонувалися на XXVIII Міжнародній виставці мистецтв у Венеції; -кілька творів представлено на виставці скульптурного портрета в Московському відділенні Спілки художників.
- 1957 — на Першому Всеросійському з'їзді радянських художників обраний до правління Спілки художників; твори А. Т. Матвєєва експонуються на виставці, присвяченій з'їзду, і на виставках до 40-річчя революції в Москві та Ленінграді.
- 1958—1959 — в Москві і в Ленінграді пройшли персональні виставки скульптора А. Т. Матвєєва, присвячені його 80-річчя; його роботи експонувалися також на виставці творів мистецтва соціалістичних країн в Москві.
- 1960 — делегат I з'їзду Спілки художників РРФСР в Москві.
- 1960 — 22 жовтень Олександр Терентійович помер. Похований на Новодівичому кладовищі в Москві.

## Нагороди
- Орден Трудового Червоного Прапора (1944)
- Медаль «За доблесну працю у Великій Вітчизняній війні 1941—1945 рр.» (1946)
- Звання Заслужений діяч мистецтв РРФСР (1931)
- Срібна медаль МУЖВЗ (1901)
- Мала срібна медаль — Міжнародна будівельно-художня виставка в Санкт-Петербурзі (1908)
- Почесний диплом — XIV Міжнародна виставка мистецтв у Венеції (1924)
- Золота медаль — Міжнародній виставці художньо-декоративних мистецтв у Парижі (1925)
- Медаль Міжнародної виставки декоративного мистецтва в Парижі (1926)
- Друга премія Раднаркому (1928)